# 鎮平 (臺中市)
鎮平，是臺灣臺中市南屯區的一個傳統地域名稱，位於該區中部偏南。相較於今日行政區，其範圍大致為鎮平里西大半部不含西北部臺中金城武樹東北側一小塊地與西南部南屯區第十八公墓一帶地區。

## 歷史
台灣清治末期至日治初期，鎮平地區為一街庄，稱為「鎮平庄」，隸屬於捒東下堡。該庄北與劉厝庄為鄰，東北與永定厝庄為鄰，東與水碓庄為鄰，南邊為下楓樹腳庄、下牛埔仔庄、烏日庄，西邊隔筏子溪與學田庄、同安厝庄、番社腳庄為界。
1901年（日治明治三十四年）11月，全台廢縣廳改設二十廳，該庄隸屬於臺中廳。1903年（明治三十六年）6月，該庄編入「犁頭店區」，隸屬於臺中廳。1909年（明治四十二年）10月，合併二十廳為十二廳，犁頭店區隸屬不變。1920年（大正九年），全台地方制度大改正，廢十二廳改設五州二廳，該庄改制為「鎮平」大字，隸屬於臺中州大屯郡南屯庄。
戰後南屯庄改制為南屯鄉，隸屬於臺中縣，大字亦改制為村。1947年2月，南屯鄉併入臺中市改稱南屯區，村亦改制為里。1950年10月，中、彰、投分治，南屯區仍隸屬臺中市。2010年12月，臺中縣市合併為直轄臺中市，南屯區隸屬不變。

## 聚落
本地區發展較早的聚落為鎮平，在日治期初期的官方地圖上已有記載。

## 交通
國道1號又稱「中山高速公路」，是台灣西部兩條縱向高速公路之一，大致以北偏東—南偏西走向轉北北東—南南西走向蜿蜒經過鎮平地區西部邊界外不遠處。北側最近的交流道是市道136號交會處的南屯交流道，南側最近的是省道台1線交會處的王田交流道。由此等可快速前往國道1號沿線各地。
省道台74線原稱「中彰快速道路」，現稱「快官霧峰線」，是彰化縣快官以順時針方向繞行臺中市區外圍至霧峰的快速道路，大致以南向北轉南南西—北北東北走向經過本地區西部邊界地帶。由該道路向南可前往烏日、彰化快官接台74甲線前往花壇並止於省道台1線路口，向北北東可前往西屯、北屯西北部、潭子南部、北屯中部、太平、大里、霧峰等地。
市道127號（黎明路一段）是大雅至霧峰的道路，大致以北北東—南南西走向經過本地區東南端。由該道路向北北東可前往南屯市區、西屯、大雅並止於省道台1乙線路口，向南南西可前往烏日、霧峰並止於省道台3線路口。

## 學校
- 鎮平國小（西大半部）